# Fiat 900
Fiat 900 – samochód marki Fiat występujący w wersjach nadwoziowych typu: van, dostawczy. Produkowany we Włoszech w latach 1979–1986.

## Historia modelu

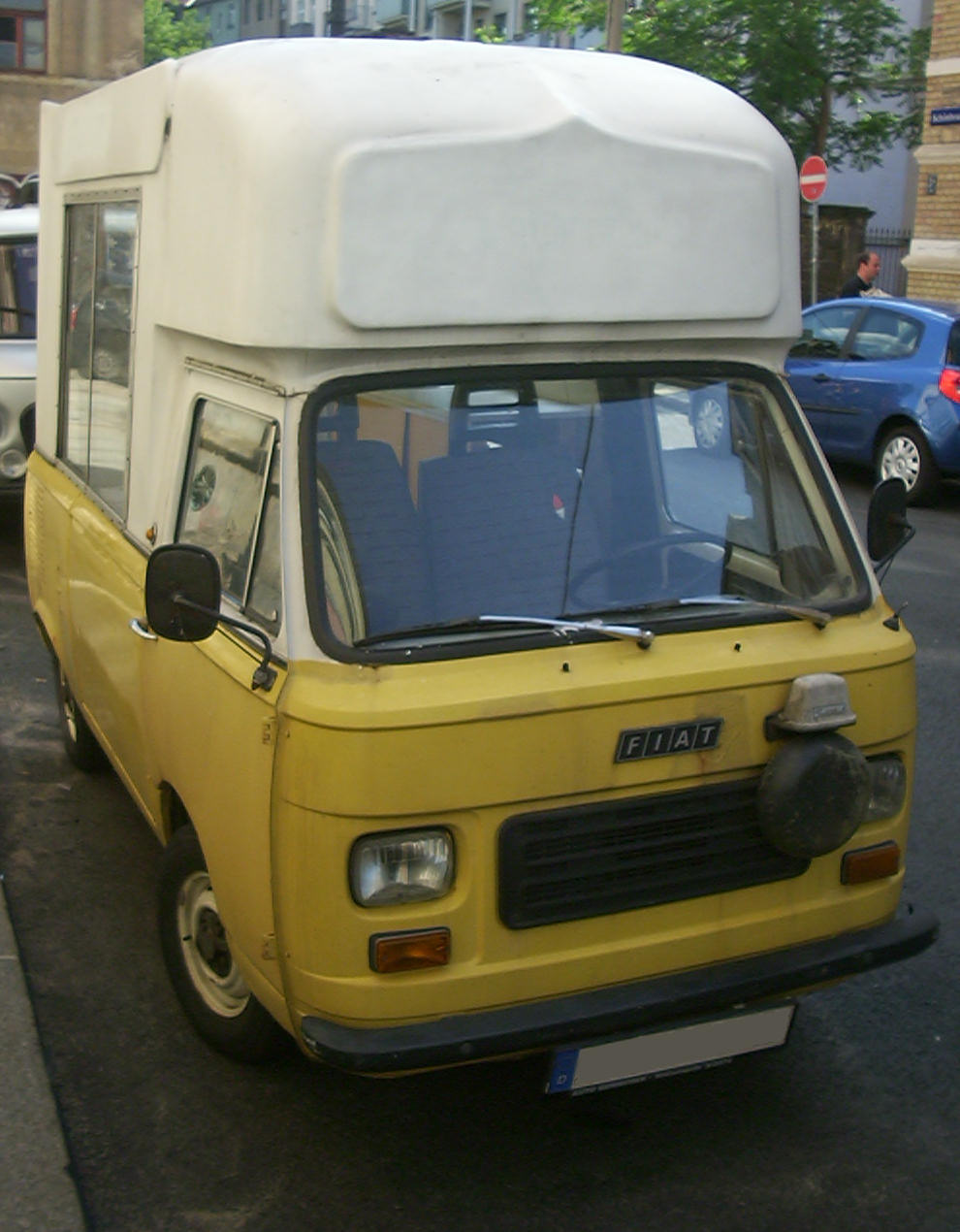
Fiat 900 z nadwoziem kempingowym

Fiat 900 powstał ponieważ Fiat oprócz Multipli, nie produkował żadnego pojazdu który mógł w komfortowych warunkach przewieźć aż siedem osób.
Silnik benzynowy umieszczony poprzecznie, chłodzony powietrzem, o mocy maksymalnej 33 kW (45 KM), pojemności 903 cm³ i 4-stopniowej manualnej skrzyni biegów.
Auto w wersji osobowej miało trzy rzędy siedzeń i siedem miejsc. Fiat 900 wykorzystywał zawieszenie i podwozie z modelu Multipla z lat 60.